# Rimski spomeniki, stolnica svetega Petra in Marijina cerkev v Trierju
Rimski spomeniki, stolnica svetega Petra in Marijina cerkev v Trierju so stavbe in spomeniki posebnega zgodovinskega pomena v Trierju v Nemčiji, ki so bili leta 1986 skupaj uvrščeni na Unescov seznam svetovne dediščine. Ta mesta prikazujejo politični, gospodarski in zgodovinski pomen Trierja v času Rimskega cesarstva kot ene od štirih prestolnic v obdobju tetrarhije in kot vidnega mesta v zgodnjih dneh Svetega rimskega cesarstva v srednjem veku.
Iz UNESCO/CLT/WHC:
»Trier je primer velike rimske prestolnice po razdelitvi cesarstva. Ostanki cesarske palače so poleg Aule Palatine in cesarskih term impresivni s svojimi dimenzijami. Mesto izjemno pričuje o rimski civilizaciji zaradi na gostoto in kvaliteto ohranjenih spomenikov: most, ostanki utrjenega zidu, terme, amfiteater, skladišča itd. V mestu je cvetela zlasti nagrobna umetnost in obrt lončarjev, steklarjev in denarnikov.«
Leta 2009 je bilo mesto prikazano na zlatem kovancu za 100 evrov.

## Sestavni deli
Devet lokacij v Trierju je navedenih kot del svetovne dediščine:
1. Trierski amfiteater, zgrajen sredi 2. stoletja in sprejme do 20.000 ljudi
2. Most čez Mozelo
3. Barbarine terme
4. Igelski steber: nagrobni spomenik, postavljen v 3. stoletju
5. Porta Nigra: severna vrata v rimsko mesto
6. Trierske cesarske terme: nedokončane terme, ki so bile zgrajene v 4. stoletju
7. Aula Palatina: zgodnjekrščanska bazilika, zgrajena v začetku 4. stoletja
8. Trierska stolnica: najstarejša cerkev v Nemčiji
9. Marijina cerkev: Gotska katedrala, zgrajena v 13. stoletju.

## Galerija
- Rimski amfiteater v Trierju
- Rimski most
- Barbarine terme
- Igelski steber
- Porta Nigra
- Trierske cesarske terme
- Aula Palatina
- Trierska stolnica
- Liebfrauenkirche
- Augusta Treverorum (mestni načrt)